# Scudo pontificio
Lo scudo  è stata la valuta dello Stato pontificio fino al 1866. Era suddiviso in 100 baiocchi, ognuno di 5 quattrini. Altre monete, che mantenevano i nomi tradizionali, comprendevano il grosso  di 5 baiocchi, il carlino da 7½ baiocchi, il giulio ed il paolo  entrambi da 10 baiocchi, il testone da 30 baiocchi e la doppia  da 3 scudi.

## Storia
Il primo scudo d'argento papale fu fatto coniare da Sisto V nel 4º anno del suo pontificato (1588). Le zecche interessate furono quelle di Ancona, Montalto delle Marche e Roma.
In un testo pubblicato a Bologna è citata la nuova moneta: "Il scudo d'argento di Roma nuovamente stampato con la testa di N. Sig. Papa Sisto V et di S. Francesco da dieci Paoli pesa l'onza 1, car. 10 e vale L. 3,16,8".
Gli scudi furono coniati ad Avignone da Clemente VIII, Paolo V, Gregorio XV, Innocenzo X.
A Bologna li coniarono Clemente X, Innocenzo XI, Clemente XI, Innocenzo XIII. Sempre a Bologna furono coniati durante la Sede vacante del 1724, poi dai papi Benedetto XIV, Pio VI e Pio VII. Dopo la Sede vacante del 1823 furono coniati da Leone XII, dalla Sede vacante del 1829, da Pio VIII, dalla sede vacante del 1830, da Gregorio XVI e da Pio IX.
A Ferrara furono battuti da Paolo V, Gregorio XV, Urbano VIII e Clemente XI. A Montalto di Marche furono coniati solo da Sisto V, che in questo centro aveva vissuto in convento.
A Roma furono coniati da quasi tutti i papi.
Oltre a Roma, le monete in scudi furono coniate in molte altre zecche. Sul finire del XVIII secolo ci furono emissioni ad Ancona, Ascoli, Bologna, Civitavecchia, Fano, Fermo, Foligno, Gubbio, Macerata, Matelica, Montalto, Pergola, Perugia, Ronciglione, San Severino, Spoleto, Terni, Tivoli e Viterbo. A Bologna, il baiocco (noto anche come bolognino) era suddiviso in 6 quattrini.
Tra il 1798 ed il 1799, le forze rivoluzionarie francesi crearono la Repubblica Romana, che emise monete in baiocchi e scudi. Anche ad Ancona, Civitavecchia, Clitunno, Foligno, Gubbio, Pergola e Perugia furono emesse monete a nome della Repubblica romana.
Nel 1808 lo Stato pontificio fu annesso alla Francia, e ufficialmente circolò il franco francese. Quando fu ripristinata l'autorità del Papa nel 1814, fu ripristinato anche lo scudo. Tuttavia la monetazione delle zecche minori non ebbe più luogo. Durante la Repubblica Romana del 1849 fu nuovamente attiva, oltre a quella di Roma anche la zecca di Ancona.
Il 18 giugno 1866, Pio IX, con un editto, introdusse il sistema in uso nel Regno d'Italia allo scopo di ottenere l'ammissione all'Unione monetaria latina. Lo scudo fu quindi sostituito dalla lira pontificia con un tasso di cambio di 1 scudo = 5,375 lire.
Lo scudo d'argento era la moneta di maggior modulo coniata negli Stati della Chiesa e quindi la più adatta per la propaganda. I papi affidarono la produzione dei coni ai migliori artisti dell'epoca.

## Monete
Verso la fine del XVIII secolo venivano coniate monete in rame nei valori da 1 quattrino, ½, 1, 2, 2½ e 5 baiocchi, assieme a quelle in biglione da 1, 4, 8, 12, 25 e 50 baiocchi, da 1 e 2 carlini, a quelle in argento da 1 grosso, 1 2 giulio, 1 testone ed 1 scudo e a quelle in oro da ½ ed 1 zecchino e da 1 e 2 doppie. Le singole zecche coniarono monete simili ad eccezione di Bologna, che emise anche monete d'argento da 12 baiocchi, da ½ scudo e da 80 bolognini, e monete d'oro da 2, 5 e 10 zecchini.
La repubblica romana del 1798-1799 emise monete di rame da ½, 1, 2 e 5 baiocchi e d'argento da 1 scudo, quest'ultimo valutato sulla piazza finanziaria meneghina come valente 7 lire milanesi.
Dopo il ripristino della moneta le monete in biglione non furono più coniate e molte denominazioni sparirono. Furono emesse le monete in rame da 1 quattrino, ½ ed 1 baiocco, d'argento da 1 grosso, 1 e 2 giuli ed 1 scudo, e d'oro da 1 doppia. Il testone d'argento fu reintrodotto nel 1802-03,anche se in piccolissima tiratura. Altri testoni(denominati, poi,30 baiocchi), furono coniati a partire dal 1830,col pontificato di Pio VIII.
Nel 1835 Gregorio XVI introdusse una nuova monetazione che abbandonò tutti i nomi precedenti ad eccezione di quattrino, baiocco e scudo. Furono emesse monete di rame da 1 quattrino, ½ e 1 baiocco, d'argento da 5, 10, 20, 30 e 50 baiocchi ed 1 scudo e d'oro da 2½, 5 e 10 scudi. Nel 1849 la Repubblica Romana emise una monetazione composta da pezzi di rame da ½, 1 e 3 baiocchi e d'argento da 4, 8, 16 e 40 baiocchi. Con la restaurazione dello Stato pontificio furono introdotte monete di rame da 2 e 5 baiocchi.
| Immagine | Immagine | Moneta     | Valore   | Descrizione | Descrizione | Descrizione  | Descrizione | Anni di conio | Anni di conio | Cambio lire italiane 1861 |
| Dritto   | Rovescio | Moneta     | Valore   | Peso        | Diametro    | Composizione | Bordo       | inizio        | fine          | Cambio lire italiane 1861 |
| -------- | -------- | ---------- | -------- | ----------- | ----------- | ------------ | ----------- | ------------- | ------------- | ------------------------- |
|          |          | Quattrino  | 1⁄5 baj. | 2,03 g      | 18 mm       | Cu 950‰      | liscio      | 1835          |               | —                         |
|          |          | Quattrino  | 1⁄5 baj. | 2 g         | 18 mm       | Cu 950‰      | liscio      | 1851          | 1854          | —                         |
|          |          | ½ Baiocco  | 1⁄2 baj. | 5,08 g      | 23,5 mm     | Cu 950‰      | liscio      | 1835          |               | —                         |
|          |          | ½ Baiocco  | 1⁄2 baj. | 5 g         | 24 mm       | Cu 950‰      | liscio      | 1847          | 1852          | —                         |
|          |          | Baiocco    | 5 quat.  | 10,17 g     | 30 mm       | Cu 950‰      | liscio      | 1835          |               | —                         |
|          |          | Baiocco    | 5 quat.  | 10 g        | 30 mm       | Cu 950‰      | liscio      | 1846          | 1853          | —                         |
|          |          | 2 Baiocchi | 2 baj.   | 20 g        | 35 mm       | Cu 950‰      | liscio      | 1848          | 1854          | —                         |
|          |          | 5 Baiocchi | 5 baj.   | 42 g        | 40 mm       | Cu 950‰      | liscio      | 1849          | 1854          | —                         |
|          |          | Grosso     | 5 baj.   | 1,34 g      | 17 mm       | Ag 900‰      | rigato      | 1835          | 1866          | 0,27 L.                   |
|          |          | Paolo      | 10 baj.  | 2,69 g      | 21 mm       | Ag 900‰      | rigato      | 1836          | 1863          | 0,53 L.                   |
|          |          | Papetto    | 20 baj.  | 5,38 g      | 23 mm       | Ag 900‰      | rigato      | 1835          | 1866          | 1,06 L.                   |
|          |          | Testone    | 30 baj.  | 8,07 g      | 27,5 mm     | Ag 900‰      | rigato      | 1836          | 1846          | 1,60 L.                   |
|          |          | ½ Scudo    | 50 baj.  | 13,44 g     | 32 mm       | Ag 900‰      | rigato      | 1835          | 1857          | 2,66 L.                   |
|          |          | Scudo      | 100 baj. | 26,9 g      | 38 mm       | Ag 900‰      | rigato      | 1835          | 1856          | 5,32 L.                   |
|          |          | Scudo      | 100 baj. | 1,73 g      | 14,5 mm     | Au 900‰      | rigato      | 1853          | 1857          | 5,32 L.                   |
|          |          | Scudo      | 100 baj. | 1,73 g      | 16,3 mm     | Au 900‰      | rigato      | 1858          | 1865          | 5,32 L.                   |
|          |          | 2,5 Scudi  | 2,5 sc.  | 4,33 g      | 19 mm       | Au 900‰      | rigato      | 1835          | 1863          | 13,30 L.                  |
|          |          | 5 Scudi    | 5 sc.    | 8,67 g      | 23 mm       | Au 900‰      | rigato      | 1835          | 1854          | 26,60 L.                  |
|          |          | 10 Scudi   | 10 sc.   | 17,33 g     | 28 mm       | Au 900‰      | rigato      | 1835          | 1856          | 53,20 L.                  |

| Immagine | Immagine | Moneta  | Valore   | Descrizione | Descrizione | Descrizione  | Descrizione | Anno di conio | Cambio lire italiane 1861 |
| Dritto   | Rovescio | Moneta  | Valore   | Peso        | Diametro    | Composizione | Bordo       | Anno di conio | Cambio lire italiane 1861 |
| -------- | -------- | ------- | -------- | ----------- | ----------- | ------------ | ----------- | ------------- | ------------------------- |
|          |          | Scudo   | 100 baj. | 26,9 g      | 38 mm       | Ag 900‰      | rigato      | 1846          | 5,32 L.                   |
|          |          | 5 Scudi | 5 sc.    | 8,67 g      | 23 mm       | Au 900‰      | rigato      | 1846          | 26,60 L.                  |

## Banconote
Dal 1785 fu stampata della carta moneta da parte del S. S. Monte delle pietà di Roma con tagli da 3 fino a 1500 scudi, mentre dal 1786 il Banco di Santo Spirito di Roma emise biglietti da 3 fino a 3000 scudi. Nel periodo 1798 - 1799 la Repubblica Romana emise banconote in vari tagli tra cui 3 e 40 baiocchi, 8, 9 e 10 paoli.
Anche il tesoro dello Stato pontificio emise banconote durante il XIX secolo.

### Esplicative
1. ↑  Le abbreviazioni per i sottomultipli erano: quattrini quat. e baiocchi baj.
2. ↑  Dal 1861 nelle legazioni pontificie di Marche, Romagna e Umbria lo scudo fu sostituito dalla lira italiana

### Bibliografiche
1. 1 2 3 4 5 6 7 8   Edoardo Martinori, La moneta: vocabolario generale, Roma, Istituto italiano di numismatica, 1915. URL consultato il 20 marzo 2023. Ospitato su Google Libri.
2. ↑   Marinella Rossi, La borsa di Roma dal 1847 al 1860, in Tesi di laurea, Università degli Studi della Tuscia, 2003,  p. 1. URL consultato il 20 marzo 2023.